# Jackson (Michigan)
Jackson is een plaats (city) in de Amerikaanse staat Michigan, en valt bestuurlijk gezien onder Jackson County.

## Demografie
Bij de volkstelling in 2000 werd het aantal inwoners vastgesteld op 36.316.
In 2006 is het aantal inwoners door het United States Census Bureau geschat op 34.554, een daling van 1762 (-4,9%).

## Geografie
Volgens het United States Census Bureau beslaat de plaats een oppervlakte van
28,7 km², geheel bestaande uit land. Jackson ligt op ongeveer 423 m boven zeeniveau.

## Plaatsen in de nabije omgeving
De onderstaande figuur toont nabijgelegen plaatsen in een straal van 16 km rond Jackson.

## Geboren
- Alfred Worden (1932-2020), astronaut
- Karch Kiraly (1960), volleyballer en beachvolleyballer